# Gourhel
Gourhel (Gallo Górhaèu, bretonisch Gourhael) ist eine französische Gemeinde mit 724 Einwohnern (Stand 1. Januar 2022) im Département Morbihan in der Region Bretagne.

## Geografie
Gourhel liegt rund 43 Kilometer nordöstlich von Vannes im Nordosten des Départements Morbihan und gehört zum Gemeindeverband Ploërmel Communauté.
Nachbargemeinden sind Ploërmel im Süden, Westen und Norden sowie Campénéac im Osten.

## Bevölkerungsentwicklung
| Jahr                       | 1962 | 1968 | 1975 | 1982 | 1990 | 1999 | 2006 | 2012 | 2019 |
| Einwohner                  | 157  | 177  | 257  | 366  | 418  | 402  | 496  | 623  | 721  |
| Quellen: Cassini und INSEE |      |      |      |      |      |      |      |      |      |

## Sprache
Im Frühmittelalter wurde die Gegend durch Bretonen besiedelt und deren Umgangssprache Alltagssprache. Bei der Zweiten Rückzugswelle der Bretonischen Sprache im Spätmittelalter (zwischen 1200 und 1500) kam es zum Sprachwechsel hin zum Gallo. Dieser Dialekt des Französischen ist mittlerweile beinahe ausgestorben und die Bevölkerung spricht heute französisch.

## Sehenswürdigkeiten

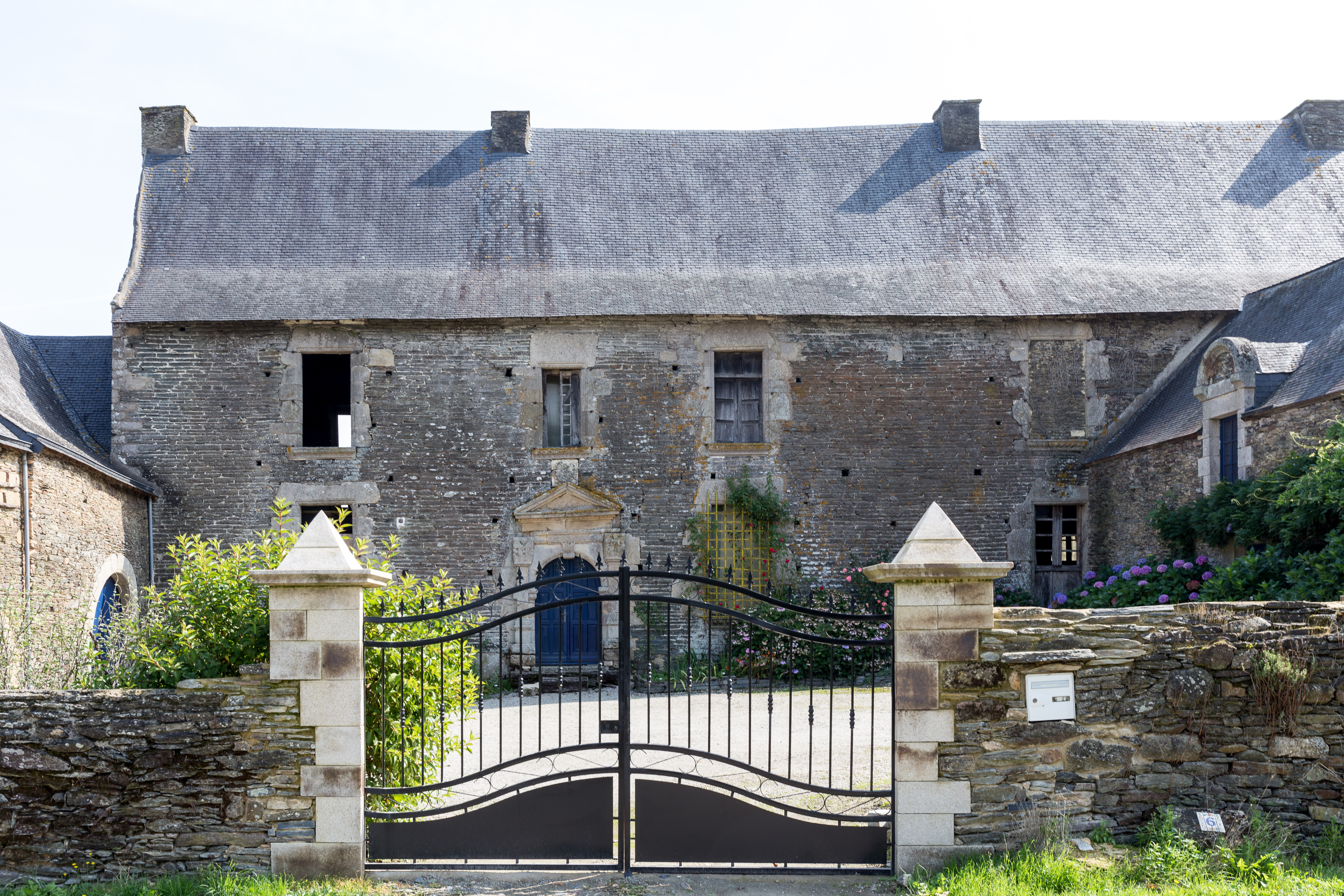
Herrenhaus

- Manoir de la Cour, Herrenhaus